# Тимофеенко, Виталий Викторович
Вита́лий Ви́кторович Тимофе́енко (укр. Віталій Вікторович Тимофієнко; род. 4 января 1993, Славянск, Донецкая область) — украинский футболист, защитник

## Игровая карьера
Воспитанник донецкого «Металлурга». В 2010—2013 годах за дубль дончан сыграл 78 матчей, забил 4 гола. В молодёжке одинаково качественно играл как в обороне, так и середине поля. В 2013 году провел 2 матча за «Металлург» в Премьер-лиге. Дебют состоялся 26 мая в матче последнего тура сезона 2012/13 против «Шахтёра». Юрий Максимов выпустил Тимофеенко на поле на 70-й минуте вместо Николая Морозюка. Второй шанс проявить себя в высшем дивизионе также выпал на игру с одним из лидеров. 6 октября в матче против киевского «Динамо» Тимофеенко вышел в основном составе, но уже на 57-й минуте был заменён на Данеэла. В этом матче имел шанс отличиться забитым голом, но пробил рядом со штангой.
В феврале 2014 года алчевская «Сталь», потерявшая за последний год много игроков, усилилась тремя игроками донецкого Металлурга. Вместе с Тимофеенко в Алчевск перебрались также Евгений Трояновский и Максим Дегтярёв. Спустя год «Сталь» из-за финансовых трудностей была вынуждена сняться с первенства первой лиги. Ввиду сложившейся ситуации Тимофеенко вместе с другими арендованными игроками Русланом Мамутовым, Никитой Полюляхом и Ясином Хамидом вернулся в «Металлург».
В начале сезона 2015/16 провёл 5 матчей за «Горняк-Спорт», после чего покинул клуб 1 сентября 2015.

## Достижения
- Бронзовый призёр Первой лиги Украины: 2013/14
- Бронзовый призёр Второй лиги Украины: 2018/19